# Franco Morbidelli

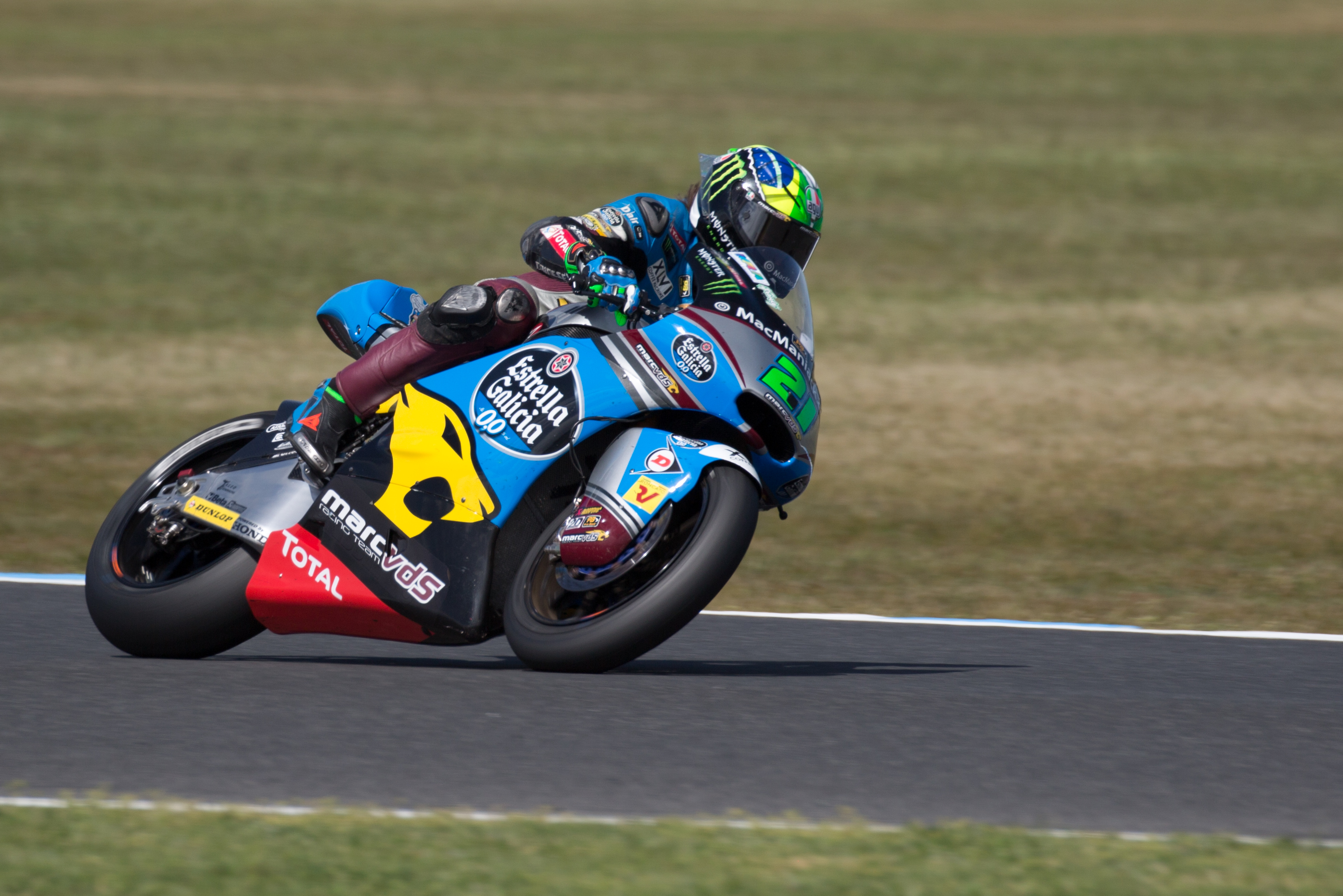
Franco Morbidelli 2016 auf Kalex

Franco Morbidelli (* 4. Dezember 1994 in Rom) ist ein italienischer Motorradrennfahrer und Weltmeister in der Moto2-Klasse. Seit der Saison 2025 startet er für Pertamina Enduro VR46 Racing Team in der MotoGP-Klasse der Motorrad-Weltmeisterschaft. Sein größter Erfolg in der Königsklasse war der Vizeweltmeistertitel im Jahre 2020. Morbidelli war der erste Fahrer, der in die VR46 Riders Academy aufgenommen wurde, eine Talentschmiede vom ehemaligen Weltmeister und MotoGP-Legende Valentino Rossi.
Morbidelli trägt zwar denselben Namen wie die ehemalige Motorradmarke Morbidelli, hat jedoch keine verwandtschaftlichen Verhältnisse mit dem Gründer Giancarlo Morbidelli oder dessen Sohn und ehemaligen Formel-1-Fahrer Gianni Morbidelli.

## Karriere
2011 debütierte Morbidelli in der FIM Superstock 600 Cup im Team Forwards Racing Jr Team auf Yamaha R6 und beendete die Saison als 17. in der Gesamtwertung. 2012 wechselte er zum Bike Service Racing Team und schloss die Saison als Sechster in der Gesamtwertung ab. 2013 fuhr er für das San Carlo Team Italia auf Kawasaki ZX-6R und wurde Meister des FIM Superstock 600 Cup.
Außerdem gab Morbidelli in der Saison 2013 auf einer Suter des Teams Federal Oil Gresini Moto2 von Fausto Gresini sein Debüt in der Moto2-Klasse der Motorrad-Weltmeisterschaft. 2014 und 2015 fuhr der Römer für das Italtrans Racing Team auf Kalex. Ab 2016 stand er bei Estrella Galicia 0,0 Marc VDS unter Vertrag, wo er ebenfalls auf Kalex antrat.
Beim Großen Preis von Indianapolis 2015 gelang Morbidelli mit Rang drei hinter Álex Rins und Johann Zarco sein erster Podestplatz in der Weltmeisterschaft.
2017 holte Morbidelli beim Großen Preis von Katar seinen ersten Sieg. Am Ende der Saison wurde er zum ersten Mal in seiner Karriere Weltmeister er gewann in dieser Saison acht Rennen und stand insgesamt zwölfmal auf dem Podium. Damit wurde Morbidelli der erste italienische Weltmeister seit Valentino Rossi 2009 in der MotoGP.
Zur Saison 2018 wechselte er in die MotoGP-Klasse der Motorrad-Weltmeisterschaft. Seine beste Platzierung war Rang acht beim Großen Preis von Australien. Morbidelli wurde mit Platz 15 in der Gesamtwertung bester Debütant und als Rookie of the Year ausgezeichnet.
Seit 2019 geht Franco Morbidelli für Petronas Yamaha SRT an der Seite von Fabio Quartararo an den Start. Mit dem fünften Platz beim Grand Prix of The Americas erreichte er am 14. April 2019 sein bestes Saisonresultat, welches er während der Saison noch dreimal wiederholte. Er schloss die Saison als Zehnter ab, verlor allerdings das teaminterne Duell gegen Quartararo mit 192 zu 115 Punkten.
Die Saison 2020 begann für den Italiener mit einem fünften Platz beim Großen Preis von Spanien. In Tschechine wurde er Zweiter. Sein erster Sieg in der MotoGP gelang ihm beim GP von San Marino in Misano. Mit zwei weiteren Siegen in Aragonien und Valencia wurde er am Saisonende hinter Joan Mir Vizeweltmeister.
Mitten in der Saison 2021 wurde er vom Petronas Yamaha Kundenteam zum Werksteam von Yamaha an die Seite von Fabio Quartararo befördert, nachdem sich sein Vorgänger Maverick Vinales mit dem Team zerstritten hatte. Morbidelli konnte allerdings nur die letzten fünf Rennen für sein neues Team bestreiten, da er sich zuvor von seinen Verletzungen erholen musste. 
Für 2022 verblieb Morbidelli im Team. Beide Fahrer hatten mit der nachlassenden Konkurrenzfähigkeit ihrer Yamaha YZR-M1 zu kämpfen. Während Quartararo dennoch um Siege kämpfte und bis zuletzt versuchte seinen WM-Titel zu verteidigen, gelang Morbidelli in der gesamten Saison nur zweimal eine Platzierung in den Top10. Er wurde in der Endabrechnung nur 19. während sein Teamkollege immerhin noch Vizeweltmeister wurde. 
In der Saison 2023 verbesserten sich Morbidellis Platzierungen. Trotzdem gelang ihm kein Podestplatz. Bestes Resultat war ein vierter Platz beim Grand Prix auf dem Autódromo Termas de Río Hondo in Argentinien. Anfang September wurde bekannt, dass Morbidelli zum Ende der Saison zu Prima Pramac Racing wechseln wird, da sein Vertrag mit Yamaha nicht verlängert wurde. Er wird dort an der Seite des WM-Zweiten von 2023 Jorge Martin eine Ducati Desmodedici GP24 pilotieren.
Der Neustart bei Ducati sollte erfolgversprechend werden, doch Morbidelli verletzte sich vor Saisonbeginn 2024 beim Training mit einer Ducati Panigale V4 schwer und verpasst daraufhin die gesamten offiziellen Wintertestfahrten. Dementsprechend startete er mit viel Rückstand in die Saison und konnte erst im vierten Rennen beim GP von Spanien zum ersten Mal in seinen neuen Farben punkten. Highlight war Rang 3 im Sprint beim GP von San Marino. 
Für die Saison 2025 wechselte Morbidelli zu VR46, da sein bisheriges Team Pramac zu Yamaha wechselte. Da Morbidelli weiterhin zur VR46 Riders Academy gehört, kehrt er in ein für ihn bekanntes Umfeld zurück, da das Team aus engen Freunden und Weggefährten von ihm besteht.

## Statistik

### Erfolge
- 2013 – Sieger des FIM Superstock 600 Cup auf Kawasaki ZX-6R
- 2017 – Moto2-Weltmeister auf Kalex
- 2018 – Rookie of the Year in der MotoGP-Klasse auf Honda
- 11 Grand-Prix-Siege

### In der Motorrad-Weltmeisterschaft
(Stand: Großer Preis von Österreich, 17. August 2025)
| Saison | Klasse | Team                              | Motorrad | Rennen | Siege | Zweiter | Dritter | Poles | Schn. Runden | Punkte | Ergebnis    |
| ------ | ------ | --------------------------------- | -------- | ------ | ----- | ------- | ------- | ----- | ------------ | ------ | ----------- |
| 2013   | Moto2  | Federal Oil Gresini Moto2         | Suter    | 3      | –     | –       | –       | –     | –            | –      | –           |
| 2014   | Moto2  | Italtrans Racing Team             | Kalex    | 18     | –     | –       | –       | –     | –            | 75     | 11.         |
| 2015   | Moto2  | Italtrans Racing Team             | Kalex    | 14     | –     | –       | 1       | –     | 2            | 90     | 10.         |
| 2016   | Moto2  | EG 0,0 Marc VDS Racing Team       | Kalex    | 18     | –     | 4       | 4       | –     | 3            | 213    | 4.          |
| 2017   | Moto2  | EG 0,0 Marc VDS Racing Team       | Kalex    | 18     | 8     | 1       | 3       | 6     | 8            | 308    | Weltmeister |
| 2018   | MotoGP | EG 0,0 Marc VDS Racing Team       | Honda    | 16     | –     | –       | –       | –     | –            | 50     | 15.         |
| 2019   | MotoGP | Petronas Yamaha SRT               | Yamaha   | 19     | –     | –       | –       | –     | –            | 115    | 10.         |
| 2020   | MotoGP | Petronas Yamaha SRT               | Yamaha   | 14     | 3     | 1       | 1       | 2     | 1            | 158    | 2.          |
| 2021   | MotoGP | Petronas Yamaha SRT               | Yamaha   | 8      | –     | –       | 1       | –     | –            | 47     | 17.         |
| 2021   | MotoGP | Monster Energy Yamaha MotoGP      | Yamaha   | 5      | –     | –       | 1       | –     | –            | 47     | 17.         |
| 2022   | MotoGP | Monster Energy Yamaha MotoGP      | Yamaha   | 20     | –     | –       | –       | –     | –            | 42     | 19.         |
| 2023   | MotoGP | Monster Energy Yamaha MotoGP      | Yamaha   | 20     | –     | –       | –       | –     | –            | 102    | 13.         |
| 2024   | MotoGP | Prima Pramac Racing               | Ducati   | 20     | –     | –       | –       | –     | –            | 173    | 9.          |
| 2025   | MotoGP | Pertamina Enduro VR46 Racing Team | Ducati   | 11     | –     | –       | 2       | –     | 1            | 144    | 5.          |
| Gesamt | Gesamt | Gesamt                            | Gesamt   | 204    | 11    | 6       | 12      | 8     | 15           | 1517   | 1 WM-Titel  |

Grand-Prix-Siege
| Saison | Klasse | Rennen                                                                              |
| ------ | ------ | ----------------------------------------------------------------------------------- |
| 2017   | Moto2  | Katar Argentinien USA-Texas Frankreich Niederlande Deutschland Osterreich Aragonien |
| 2020   | MotoGP | San Marino Aragonien                                                                |

Einzelergebnisse
| Saison | 1        | 2           | 3           | 4          | 5          | 6          | 7                      | 8              | 9                  | 10                     | 11          | 12                     | 13         | 14             | 15           | 16             | 17         | 18             | 19            | 20       | 21       | 22       |
| ------ | -------- | ----------- | ----------- | ---------- | ---------- | ---------- | ---------------------- | -------------- | ------------------ | ---------------------- | ----------- | ---------------------- | ---------- | -------------- | ------------ | -------------- | ---------- | -------------- | ------------- | -------- | -------- | -------- |
| 2013   | Katar    | USA-Texas   | Spanien     | Frankreich | Italien    | Katalonien | Niederlande            | Deutschland    | Vereinigte Staaten |                        | Tschechien  | Vereinigtes Konigreich | San Marino | Aragonien      | Malaysia     | Australien     | Japan      | \|\| \|\| \|\| |               |          |          |          |
| 2013   |          |             |             |            |            |            |                        |                | [ # 1 ]            |                        |             |                        | 20         |                |              |                | 18         | 17             |               |          |          |          |
| 2014   | Katar    | USA-Texas   | Argentinien | Spanien    | Frankreich | Italien    | Katalonien             | Niederlande    | Deutschland        |                        | Tschechien  | Vereinigtes Konigreich | San Marino | Aragonien      | Japan        | Australien     | Malaysia   | \|\| \|\| \|\| |               |          |          |          |
| 2014   | 25       | 17          | 13          | 20         | 10         | 10         | 21                     | 24             | 6                  | DNF                    | 8           | 6                      | 7          | 5              | 7            | 13             | DNF        | 21             |               |          |          |          |
| 2015   | Katar    | USA-Texas   | Argentinien | Spanien    | Frankreich | Italien    | Katalonien             | Niederlande    | Deutschland        |                        | Tschechien  | Vereinigtes Konigreich | San Marino | Aragonien      | Japan        | Australien     | Malaysia   | \|\| \|\| \|\| |               |          |          |          |
| 2015   | 5        | 5           | 5           | 6          | 5          | DNF        | 8                      | 19             | DNF                | 3                      | 10          |                        |            |                |              | 11             | 15         | DNF            |               |          |          |          |
| 2016   | Katar    | Argentinien | USA-Texas   | Spanien    | Frankreich | Italien    | Katalonien             | Niederlande    | Deutschland        | Osterreich             | Tschechien  | Vereinigtes Konigreich | San Marino | Aragonien      | Japan        | Australien     | Malaysia   | \|\| \|\| \|\| |               |          |          |          |
| 2016   | 7        | 25          | 14          | 4          | 4          | 8          | 11                     | 3              | DNF                | 2                      | 8           | 2                      | 5          | 3              | 3            | 2              | 2          | 3              |               |          |          |          |
| 2017   | Katar    | Argentinien | USA-Texas   | Spanien    | Frankreich | Italien    | Katalonien             | Niederlande    | Deutschland        | Tschechien             | Osterreich  | Vereinigtes Konigreich | San Marino | Aragonien      | Japan        | Australien     | Malaysia   | \|\| \|\| \|\| |               |          |          |          |
| 2017   | 1        | 1           | 1           | DNF        | 1          | 4          | 5                      | 1              | 1                  | 8                      | 1           | 3                      | DNF        | 1              | 8            | 3              | 3          | 2              |               |          |          |          |
| 2018   | Katar    | Argentinien | USA-Texas   | Spanien    | Frankreich | Italien    | Katalonien             | Niederlande    | Deutschland        | Tschechien             | Osterreich  | Vereinigtes Konigreich | San Marino | Aragonien      | Thailand     | Japan          | Australien | Malaysia       | \|\| \|\|     |          |          |          |
| 2018   | 12       | 14          | 21          | 9          | 13         | 15         | 14                     | DNS            | WD                 | 13                     | 19          | C                      | 12         | 11             | 14           | 11             | 8          | 12             | DNF           |          |          |          |
| 2019   | Katar    | Argentinien | USA-Texas   | Spanien    | Frankreich | Italien    | Katalonien             | Niederlande    | Deutschland        | Tschechien             | Osterreich  | Vereinigtes Konigreich | San Marino | Aragonien      | Thailand     | Japan          | Australien | Malaysia       | \|\|\|\| \|\| |          |          |          |
| 2019   | 11       | DNF         | 5           | 7          | 7          | DNF        | DNF                    | 5              | 9                  | DNF                    | 10          | 5                      | 5          | DNF            | 6            | 6              | 11         | 6              | DNF           |          |          |          |
| 2020   | Katar    | Spanien     | Andalusien  | Tschechien | Osterreich | Steiermark | San Marino             | Emilia-Romagna | Katalonien         | Frankreich             | Aragonien   |                        | Europa     | Valencia       | \|\|\|\|\|\| |                |            |                |               |          |          |          |
| 2020   | C        | 5           | DNF         | 2          | DNF        | 15         | 1                      | 9              | 4                  | DNF                    | 6           | 1                      | 11         | 1              | 3            |                |            |                |               |          |          |          |
| 2021   | Katar    | Katar       | Portugal    | Spanien    | Frankreich | Italien    | Katalonien             | Deutschland    | Niederlande        | Steiermark             | Osterreich  | Vereinigtes Konigreich | Aragonien  | San Marino     | USA-Texas    | Emilia-Romagna | Portugal   | \|\| \|\| \|\| |               |          |          |          |
| 2021   | 18       | 12          | 4           | 3          | 16         | 16         | 9                      | 18             |                    |                        |             |                        |            | 18             | 19           | 14             | 17         | 11             |               |          |          |          |
| 2022   | Katar    | Indonesien  | Argentinien | USA-Texas  | Portugal   | Spanien    | Frankreich             | Italien        | Katalonien         | Deutschland            | Niederlande | Vereinigtes Konigreich | Osterreich | San Marino     | Aragonien    | Japan          | Thailand   | Australien     | Malaysia      | \|\|     |          |          |
| 2022   | 11       | 7           | DNF         | 16         | 13         | 15         | 15                     | 17             | 13                 | 13                     | DNF         | 15                     | DNF        | DNF            | 17           | 14             | 13         | DNF            | 11            | 10       |          |          |
| 2023   | Portugal | Argentinien | USA-Texas   | Spanien    | Frankreich | Italien    | Deutschland            | Niederlande    | Kasachstan         | Vereinigtes Konigreich | Osterreich  | Katalonien             | San Marino | Indien         | Japan        | Indonesien     | Australien | Thailand       | Malaysia      | Katar    | Valencia |          |
| 2023   | 14       | 4           | 8           | 11         | 10         | 10         | 12                     | 9              | C                  | 14                     | 119         | 14                     | 15         | 7              | 17           | 14             | 17         | 11             | 7             | 16       | 7        |          |
| 2024   | Katar    | Portugal    | USA-Texas   | Spanien    | Frankreich | Katalonien | Italien                | Niederlande    | Deutschland        | Vereinigtes Konigreich | Osterreich  | Aragonien              | San Marino | Emilia-Romagna | Indonesien   | Japan          | Australien | Thailand       | Malaysia      | \|\|     |          |          |
| 2024   | 18       | 18          | DNF         | DNF6       | 7          | DNF        | 64                     | 9              | 5                  | 10                     | 86          | 6                      | DNF3       | 59             | 45           | 5              | 65         | DNF6           | 146           | 86       |          |          |
| 2025   | Thailand | Argentinien | USA-Texas   | Katar      | Spanien    | Frankreich | Vereinigtes Konigreich | Aragonien      | Italien            | Niederlande            | Deutschland | Tschechien             | Osterreich | Ungarn         | Katalonien   | San Marino     | Japan      | Indonesien     | Australien    | Malaysia | Portugal | Valencia |
| 2025   | 45       | 37          | 45          | 3          | DNF4       | 15         | 4                      | 54             | 67                 | 78                     | DNS         | INJ                    | 11         |                |              |                |            |                |               |          |          |          |

| Legende  | Legende            | Legende                                                          |
| Farbe    | Abkürzung          | Bedeutung                                                        |
| -------- | ------------------ | ---------------------------------------------------------------- |
| Gold     | –                  | Sieg                                                             |
| Silber   | –                  | 2. Platz                                                         |
| Bronze   | –                  | 3. Platz                                                         |
| Grün     | –                  | Platzierung in den Punkten                                       |
| Blau     | –                  | Klassifiziert außerhalb der Punkteränge                          |
| Violett  | DNF                | Rennen nicht beendet (did not finish)                            |
| Violett  | NC                 | nicht klassifiziert (not classified)                             |
| Rot      | DNQ                | nicht qualifiziert (did not qualify)                             |
| Rot      | DNPQ               | in Vorqualifikation gescheitert (did not pre-qualify)            |
| Schwarz  | DSQ                | disqualifiziert (disqualified)                                   |
| Weiß     | DNS                | nicht am Start (did not start)                                   |
| Weiß     | WD                 | zurückgezogen (withdrawn)                                        |
| Hellblau | PO                 | nur am Training teilgenommen (practiced only)                    |
| Hellblau | TD                 | Freitags-Testfahrer (test driver)                                |
| ohne     | DNP                | nicht am Training teilgenommen (did not practice)                |
| ohne     | INJ                | verletzt oder krank (injured)                                    |
| ohne     | EX                 | ausgeschlossen (excluded)                                        |
| ohne     | DNA                | nicht erschienen (did not arrive)                                |
| ohne     | C                  | Rennen abgesagt (cancelled)                                      |
| ohne     | keine WM-Teilnahme |                                                                  |
| sonstige | P/fett             | Pole-Position                                                    |
| sonstige | 1/2/3/4/5/6/7/8    | Punktplatzierung im Sprint-/Qualifikationsrennen                 |
| sonstige | SR/kursiv          | Schnellste Rennrunde                                             |
| sonstige | *                  | nicht im Ziel, aufgrund der zurückgelegten Distanz aber gewertet |
| sonstige | ()                 | Streichresultate                                                 |
| sonstige | unterstrichen      | Führender in der Gesamtwertung                                   |

Anmerkungen
1. ↑  Kein Rennen in der Moto3-Klasse

Rekorde in der Motorrad-Weltmeisterschaft
- Moto2-Klasse
  - meiste schnellste Rennrunden in einer Saison: 8 (2017) 1

Anmerkungen: